# Historia de la biología

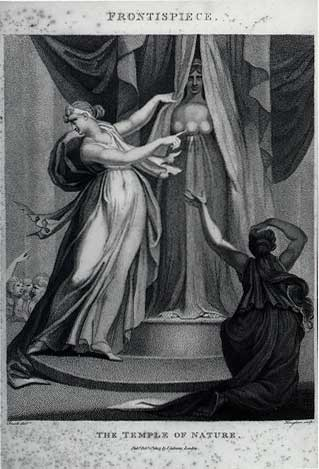
La portada del poema sobre la evolución de Erasmus Darwin The Temple of Nature muestra a una diosa que retira el velo de la naturaleza (en la persona de Artemisa). La alegoría y la metáfora han desempeñado a menudo un papel importante en la historia de la biología.

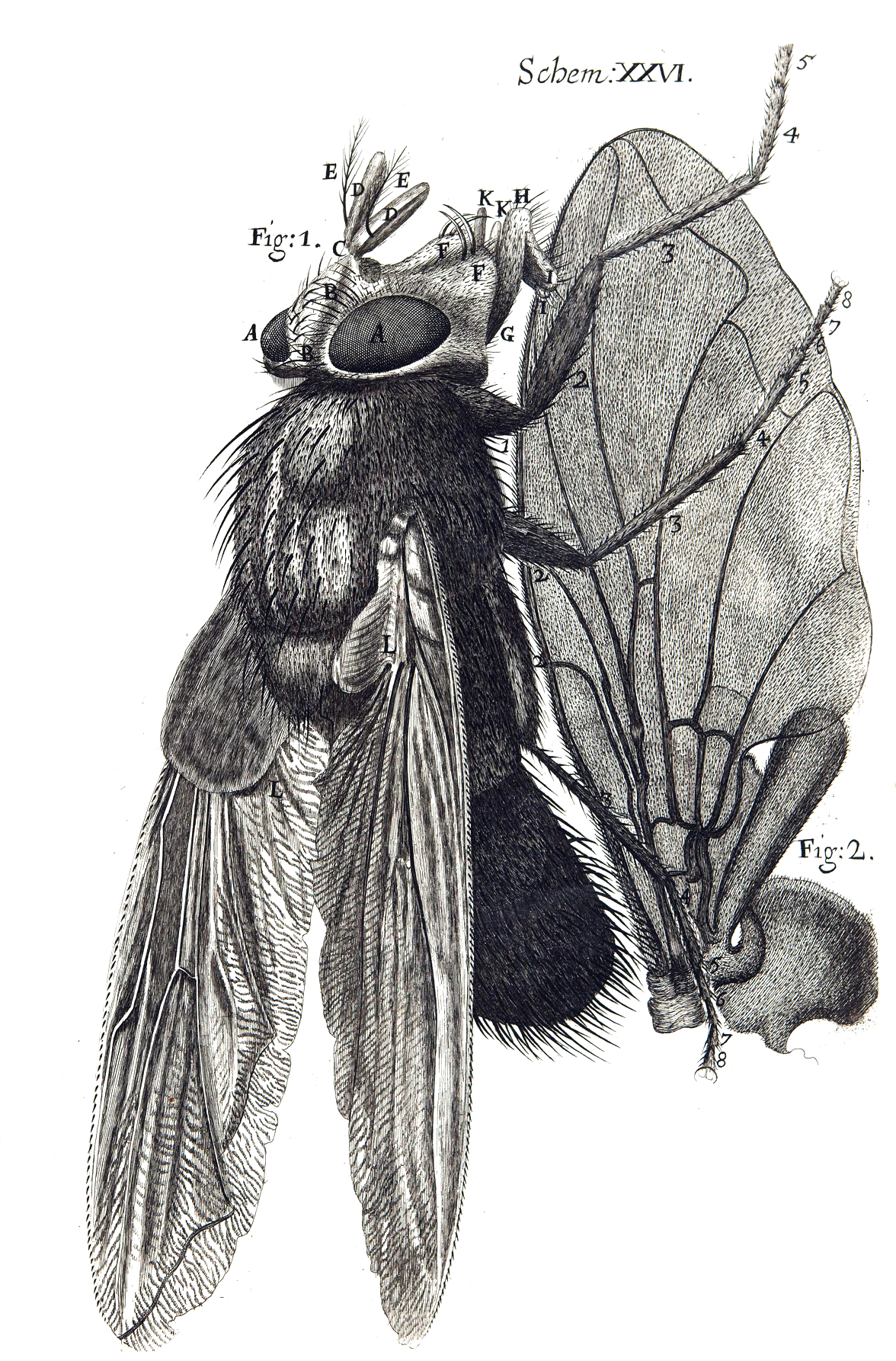
Detalle de una mosca de la innovadora Micrographia (1665) de Robert Hooke

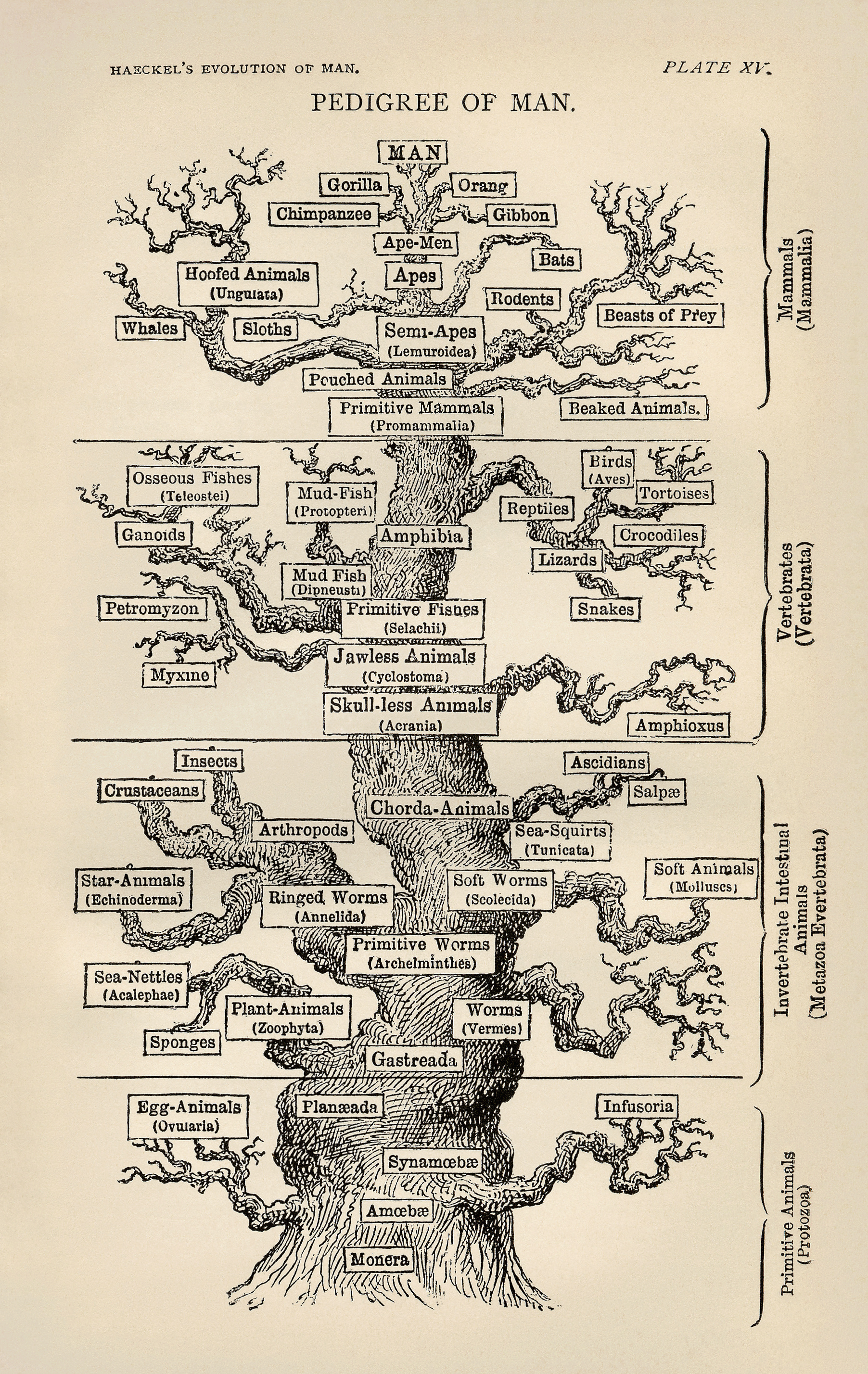
Árbol de la vida de Ernst Haeckel (1879)

La historia de la biología narra y analiza la historia del estudio de los seres vivos, desde la Antigüedad hasta la época actual. Aunque la biología moderna es un desarrollo relativamente reciente (siglo XIX), las ciencias relacionadas e incluidas en ella se han estudiado como filosofía natural desde la antigüedad  —antiguas civilizaciones de Mesopotamia, Egipto, subcontinente indio, China—, pero los orígenes de la biología moderna y su enfoque del estudio de la naturaleza se creen originados en la antigua Grecia. Si bien el estudio formal de la medicina se remonta al Egipto faraónico —ver: Āyurveda y medicina en el Antiguo Egipto—, fue Aristóteles (384-322 a. C.) quien contribuyó más ampliamente al desarrollo de la biología. Especialmente importantes son su Historia de los animales y otras obras donde mostró inclinaciones naturalistas, y luego obras más empíricas que se enfocaron en la causalidad biológica y la diversidad de la vida. El sucesor de Aristóteles en el Liceo, Teofrasto, escribió una serie de libros sobre botánica (De historia plantarum) que sobrevivieron como la contribución más importante de la antigüedad a las ciencias de las plantas, incluso hasta la Edad Media.
La decadencia del Imperio romano llevó a la desaparición o la destrucción de gran cantidad de conocimiento, aunque los médicos todavía conservaron la tradición griega en formación y práctica. En Bizancio y el mundo islámico, muchos de los trabajos griegos fueron traducidos al árabe y muchos de los trabajos de Aristóteles fueron preservados. La historia natural se basó en gran medida en el pensamiento aristotélico, especialmente en la defensa de una jerarquía de vida fija, destacando la obra de algunos eruditos que escribieron sobre biología, como al-Jahiz (781-869), Al-Dīnawarī (828-896), que escribió sobre botánica, y Rhazes (865-925) que escribió sobre anatomía y fisiología. Avicena (980-1037)fue el gran médico que continuo las tradiciones grecorromanas e introdujo los ensayos clínicos y la farmacología clínica en su enciclopedia El canon de medicina, que se utilizó como texto de referencia para la enseñanza médica europea hasta el siglo XVII.
Durante el Renacimiento y  principios de la Edad Moderna —beneficiándose del desarrollo de la impresión por Gutenberg alrededor de 1450, con la creciente impresión de libros dedicados a la historia natural profusamente ilustrados con grabados— el pensamiento biológico experimentó una revolución en Europa, con un renovado interés hacia el empirismo y por el descubrimiento de gran cantidad de nuevos organismos. Figuras prominentes de este movimiento fueron Vesalio y Harvey, que utilizaron la experimentación y la observación cuidadosa de la fisiología. Pero la biología comenzó a desarrollarse y crecer rápidamente con la espectacular mejora del microscopio de Anton van Leeuwenhoek. Fue entonces cuando los estudiosos descubrieron los espermatozoides, las bacterias, los infusorios y la diversidad de la vida microscópica, todo un mundo antes desconocido. Las investigaciones de Jan Swammerdam llevaron a un nuevo interés en la entomología y ayudaron a desarrollar las técnicas básicas de disección microscópica y tinción.
Los avances en microscopía también tuvieron un profundo impacto en el pensamiento biológico. A principios del siglo XIX, varios biólogos señalaron la importancia central de la célula. Luego, en 1838, Schleiden y Schwann comenzaron a promover las ideas ahora universales de que (1) la unidad básica de los organismos era la célula y (2) que las células individuales tenían todas las características de la vida, aunque se oponían a la idea de que (3) todos las células proviniesen de la división de otras células. Sin embargo, gracias al trabajo de Robert Remak y Rudolf Virchow, en la década de 1860 la mayoría de los biólogos ya aceptaban los tres principios de lo que llegó a conocerse como teoría celular, que proporcionaba una nueva perspectiva sobre los fundamentos de la vida.
A lo largo de los siglos XVIII y XIX algunas ciencias biológicas, como la botánica y la zoología, se convirtieron en disciplinas científicas cada vez más profesionales. Lavoisier y otros científicos físicos comenzaron a unir los mundos animados e inanimados a través de la física y química. Los exploradores-naturalistas, como Alexander von Humboldt investigaron la interacción entre organismos y su entorno, y los modos en que esta relación depende de la situación geográfica, iniciando así la biogeografía, la ecología y la etología. Los naturalistas, a partir de  los resultados obtenidos en los campos de la embriología y la paleontología, comenzaron a rechazar el esencialismo y a considerar la importancia de la extinción y la mutabilidad de las especies. La importancia creciente de la teología natural, en parte una respuesta al alza de la filosofía mecánica, y la pérdida de fuerza del argumento teleológico impulsó el crecimiento de la historia natural.
Mientras tanto, la taxonomía y la clasificación de la diversidad de la vida y el registro fósil se convirtieron en el centro de atención de los historiadores naturales, así como el desarrollo y el comportamiento de los organismos. Carl Linnaeus publicó una taxonomía básica para el mundo natural en 1735 (cuyas variaciones se han utilizado desde entonces), y en la década de 1750 introdujo nombres científicos para todas sus especies. Georges-Louis Leclerc, conde de Buffon, trató las especies como categorías artificiales y las formas vivas como maleables, sugiriendo incluso la posibilidad de una descendencia común. Aunque se opuso a la evolución, Buffon es una figura clave en la historia del pensamiento evolucionista; su trabajo influyó en las teorías evolutivas tanto de Lamarck como de Darwin.
El pensamiento evolutivo serio se originó con las obras de Jean-Baptiste Lamarck, quien fue el primero en presentar una teoría coherente de la evolución. Postuló que la evolución era el resultado del estrés ambiental sobre las propiedades de los animales, lo que significaba que cuanto más frecuente y rigurosamente se usaba un órgano, más complejo y eficiente se volvería, adaptando así al animal a su entorno. Lamarck creía que estos rasgos adquiridos podrían luego transmitirse a la descendencia del animal, que los desarrollaría y perfeccionaría aún más. Sin embargo, fue el naturalista británico Charles Darwin, que combinando el enfoque biogeográfico de Humboldt, la geología uniformista de Lyell, los escritos de Malthus sobre el crecimiento de la población y su propia experiencia morfológica y extensas observaciones naturales, quien forjó una teoría evolutiva más exitosa basada en la selección natural; un razonamiento y pruebas similares llevaron a Alfred Russel Wallace a llegar de forma independiente a las mismas conclusiones. Aunque fue objeto de controversia (que continúa hasta el día de hoy), la teoría de Darwin se extendió rápidamente a través de la comunidad científica y pronto se convirtió en un axioma central de la ciencia de la biología en rápido desarrollo. El final del siglo XIX vio la caída de la teoría de la generación espontánea y el nacimiento de la teoría microbiana de la enfermedad, aunque el mecanismo de la herencia genética fuera todavía un misterio.
A principios del siglo XX, el redescubrimiento del trabajo de Mendel sobre la representación física de la herencia condujo al rápido desarrollo de la genética por parte de Thomas Hunt Morgan y sus discípulos y la combinación de la genética de poblaciones y la selección natural en la síntesis evolutiva moderna durante los años 1930. En la década de 1940 y principios de la de 1950, los experimentos señalaron que el ADN era el componente de los cromosomas que contenía las unidades portadoras de rasgos que se conoceran como genes. Un enfoque en nuevos tipos de organismos modelo como virus y bacterias, junto con el descubrimiento de  Watson y Crick de la estructura de doble hélice del ADN en 1953, marcó la transición a la era de la genética molecular. Desde la década de 1950 hasta la actualidad, la biología se ha extendido enormemente en el dominio molecular. El código genético fue descifrado por Har Gobind Khorana, Robert W. Holley y Marshall Warren Nirenberg después de que se entendiera que el ADN contenía codones. Finalmente, en 1990 se lanzó el Proyecto Genoma Humano con el objetivo de mapear el genoma humano general. Este proyecto se completó esencialmente en 2003, y aún se están publicando análisis adicionales. El Proyecto Genoma Humano fue el primer paso en un esfuerzo globalizado para incorporar el conocimiento acumulado de la biología en una definición funcional y molecular del cuerpo humano y de los cuerpos de otros organismos.
La biología, que tras el establecimiento del dogma central de la biología molecular y del descifrado del código genético, se había dividido fundamentalmente entre la biología orgánica —los campos que trabajan con organismos completos y grupos de organismos— y los campos relacionados con la biología molecular y celular, a finales del siglo XX, con la aparición de nuevos campos como la genómica y la proteómica, invertía esa tendencia, con biólogos orgánicos usando técnicas moleculares, y biólogos moleculares y celulares investigando la interacción entre genes y el entorno, así como la genética de poblaciones naturales de organismos.

## Etimología y origen del término biología
La palabra biología está formada por la combinación de los términos griegos βίος bios, vida, y el sufijo -λογία -logía, ciencia, tratado, estudio, basado en el verbo griego λέγειν (legein), seleccionar, reunir (cf. el nombre λόγος logos, palabra). El término «biología» en su sentido actual se cree que fue introducido de forma independiente por Karl Friedrich Burdach (en 1800), Gottfried Reinhold Treviranus (Biologie oder Philosophie der lebenden Natur, 1802) y Jean-Baptiste Lamarck (Hydrogéologie, 1802). La palabra en sí misma ya aparece en el título del volumen 3 de Philosophiae naturalis sive physicae dogmaticae: «Geologia, biologia, phytologia generalis et dendrologia», de Michael Christoph Hanow, publicado en 1766.
Con anterioridad se utilizaron distintos términos para el estudio de animales y plantas. Historia natural se utilizó para referirse a los aspectos descriptivos de la biología, aunque también incluía la mineralogía y otros campos no biológicos; de la Edad Media al Renacimiento, el marco de unificación de la historia natural era la scala naturae o cadena de los seres. Filosofía natural y teología natural englobaban la base conceptual y metafísica de planta y vida animal, tratando con problemas como por qué los organismos existen y se comportan del modo en que lo hacen, aunque estas materias también incluían lo que es en la actualidad la geología, la física, la química y la astronomía. La fisiología y la farmacología botánica eran de la incumbencia de la medicina. Botánica, zoología y (en el caso de los fósiles) geología sustituyeron a la historia natural y a la filosofía natural en los siglos XVIII y XIX antes de que biología se adoptara mayoritariamente. En la actualidad botánica y zoología son términos utilizados de forma generalizada, aunque se les han añadido otras subdisciplinas de la biología, como la micología y la biología molecular.

## Edad Antigua

### Primeras culturas
Los primeros humanos deben haber tenido y transmitido el conocimiento sobre plantas y animales para aumentar sus posibilidades de supervivencia y probablemente tendrían también conocimientos sobre anatomía humana y animal y sobre algunos aspectos del comportamiento animal (como modelos de migración). Sin embargo, el primer paso decisivo en el conocimiento biológico vino con la revolución neolítica hace aproximadamente 10 000 años. Los humanos primero cultivaron plantas para la agricultura y posteriormente animales como ganado para acompañar a las sociedades sedentarias resultantes.
Las antiguas culturas de Mesopotamia, Egipto, el subcontinente indio y China, entre otras, dieron pie al nacimiento de renombrados cirujanos y estudiosos de las ciencias naturales como Sushruta o Zhang Zhong Jing, que reflejaron sofisticados sistemas independientes de la filosofía natural. Sin embargo, generalmente las raíces de la biología moderna se remontan a la tradición de la filosofía griega antigua.
Uno de los sistemas organizados más antiguos de la medicina se sitúa en el subcontinente indio en la forma del Āyurveda, proveniente del Átharva Vedá (uno de los cuatro libros más antiguos de conocimiento y cultura india) alrededor del 1500 a. C. Otros textos médicos antiguos surgen del Antiguo Egipto, como el papiro Edwin Smith; esta cultura también es conocida por desarrollar el proceso de embalsamamiento, que se utilizaba para la momificación, a fin de conservar el cuerpo humano y prevenir la descomposición. En la antigua China se pueden encontrar temas biológicos dispersos a través de varias disciplinas diferentes, como los trabajos de herbólogos, médicos, alquimistas y filósofos. La tradición taoísta de la alquimia china, por ejemplo, puede considerarse parte de las ciencias de la vida debido a su énfasis en la salud (con el objetivo último de obtener el «elixir de la vida»). El sistema de la medicina china clásica por lo general giraba en torno a la teoría del yin y yang y de los cinco elementos. Los filósofos taoístas, como Zhuangzi en el siglo IV a. C., también expresan ideas relacionadas con la evolución, como negar la persistencia o continuidad de las especies biológicas y especulando que las especies habían desarrollado atributos diferenciadores en respuesta a distintos ambientes.
La antigua tradición india del Ayurveda desarrolló independientemente el concepto de los tres humores, que se asemejaba al de los cuatro humores de la medicina en la Antigua Grecia, aunque el sistema ayurvédico incluía complejidades adicionales, como que el cuerpo estaba formado por cinco elementos y siete tejidos básicos. Los escritores de esta tradición también clasificaron a las criaturas en cuatro categorías basadas en el método utilizado para su nacimiento (útero, huevo, calor/humedad y semilla) y explicaron la concepción de un feto de forma detallada; también progresaron en el campo de cirugía, a menudo sin la utilización de la disección de humanos o la vivisección de animales. Uno de los tratados ayurvédicos más antiguos fue el Sushruta Samhita, atribuido a Sushruta, en el siglo VI a. C., que también fue una temprana farmacopea y describía 700 plantas medicinales, 64 preparaciones de fuentes minerales y 57 preparaciones de origen animal.

### Antigua Grecia

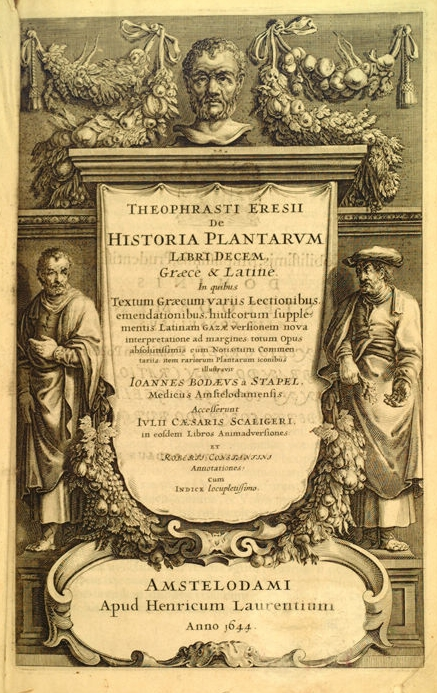
Frontispicio de una versión de 1644 de la edición ampliada e ilustrada del De historia plantarum (ca. 1200), escrito originalmente en torno al 300 a. C.

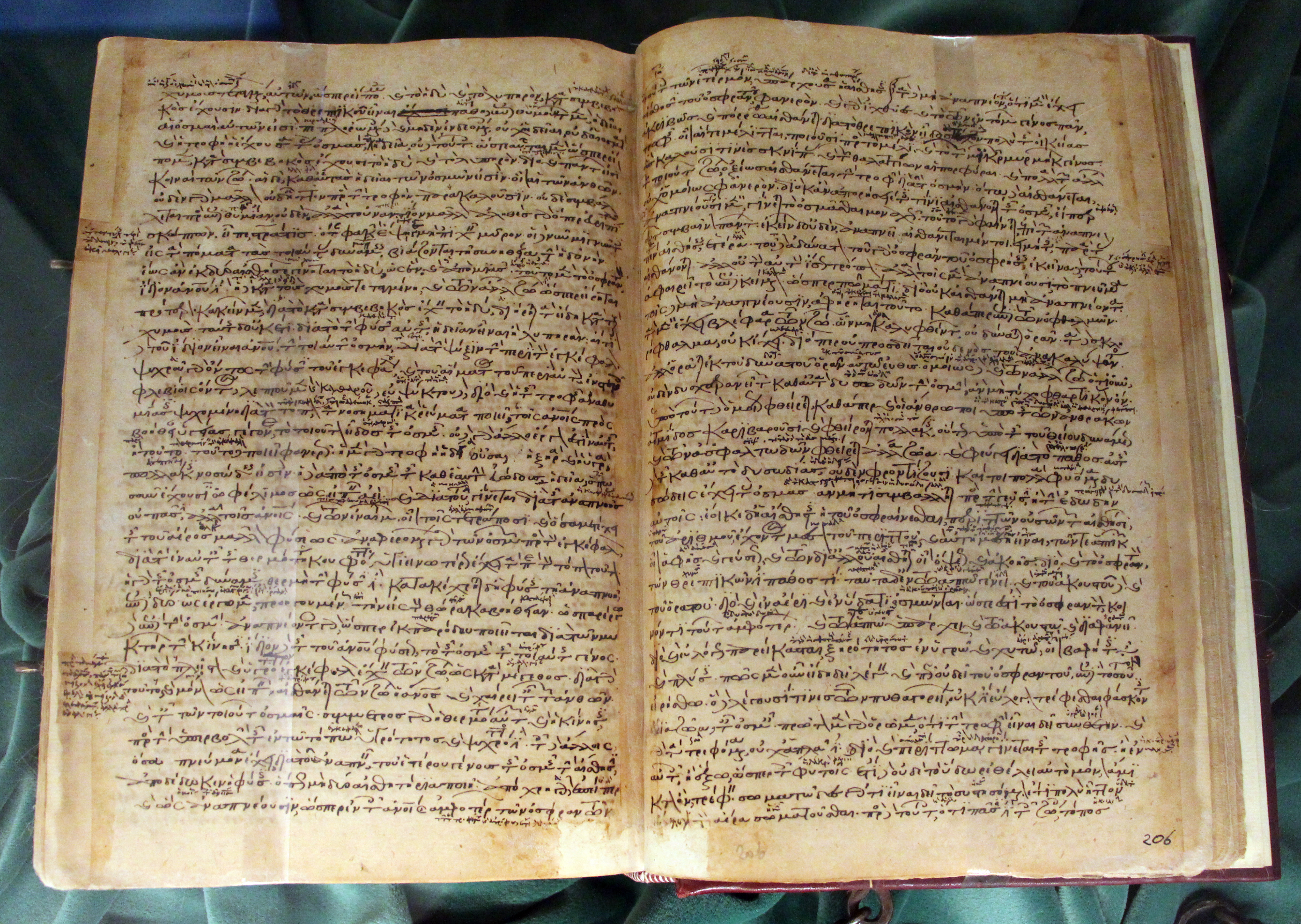
Historia animalium, uno de los libros de Aristóteles sobre biología. Manuscrito del.

Los filósofos presocráticos se hicieron muchas preguntas sobre la vida, si bien produjeron poco conocimiento sistemático en torno a temas específicamente biológicos; no obstante, los intentos de los atomistas para explicar la vida en términos puramente físicos aparecerán recurrentemente a lo largo de toda la historia de la biología. Sin embargo, las teorías médicas de Hipócrates y sus discípulos, especialmente el humorismo, tuvieron un gran impacto.
El filósofo Aristóteles fue el estudioso del mundo orgánico más influyente de la Antigüedad. Aunque sus primeros trabajos en la filosofía natural fueron especulativos, las escrituras biológicas posteriores de Aristóteles eran más empíricas, centrándose en la causalidad biológica y la diversidad de la vida. Hizo innumerables observaciones de la naturaleza, sobre todo sobre los hábitos y los atributos de las plantas y animales de su alrededor, con una especial atención a la categorización. En total Aristóteles clasificó 540 especies de animales y diseccionó al menos 50. Creía que los objetivos intelectuales y las causas formales dirigían todos los procesos naturales. (Véase: Biología de Aristóteles)
Aristóteles y casi todos los eruditos occidentales posteriores a él hasta el siglo XVIII, creían que las criaturas se organizaban en una escala graduada de perfección que se eleva desde las plantas hasta los humanos: la scala naturae (escala natural) o cadena de los seres. El sucesor de Aristóteles en el Liceo, Teofrasto, escribió una serie de libros sobre la botánica (De historia plantarum), que sobrevivió como la contribución más importante de la Antigüedad a la botánica hasta la Edad Media. Muchos de los nombres de Teofrasto sobreviven en la actualidad, como carpos para la fruta, y pericarpio para la parte del fruto que recubre su semilla. Dioscórides escribió una pionera farmacopea enciclopédica, De materia medica, que incorporaba descripciones de unas 600 plantas y sus usos en la medicina. Plinio el Viejo también fue reconocido por su conocimiento de las plantas y la naturaleza con obras como Naturalis historia, y fue un prolífico compilador de descripciones zoológicas.
Algunos eruditos del período helenístico bajo la Dinastía Ptolemaica (en especial Herófilo de Calcedonia y Erasístrato) corrigieron el trabajo fisiológico de Aristóteles, realizando incluso disecciones y vivisecciones. Galeno de Pérgamo se convirtió en la autoridad más importante en medicina y anatomía. Aunque algunos atomistas antiguos como Lucrecio desafiaran el punto de vista teleológico aristotélico de que todos los aspectos de la vida son el resultado de un diseño u objetivo, la teleología y la teología natural permanecerían en el centro del pensamiento biológico hasta los siglos XVIII y XIX. Ernst Mayr manifestó que «Nada realmente importante pasó en la biología después de Lucrecio y Galeno hasta el Renacimiento». Las ideas de las tradiciones griegas sobre la historia natural y la medicina sobrevivieron, y por lo general no fueron cuestionadas en la Europa medieval.

## Edad Media

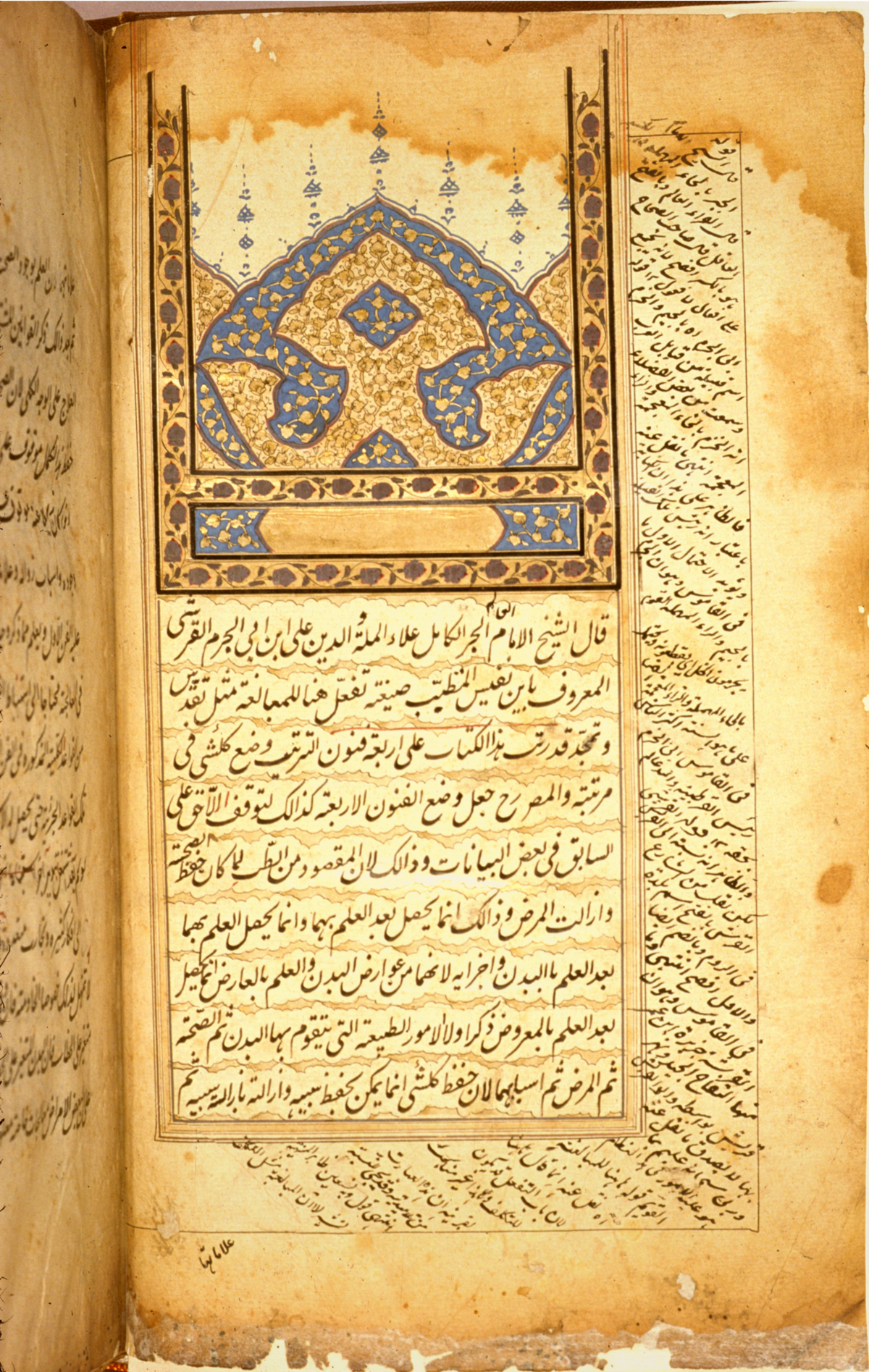
Trabajo biomédico de Ibn Nafis, uno de los primeros partidarios de la disección experimental y que descubrió la circulación pulmonar y la circulación coronaria.

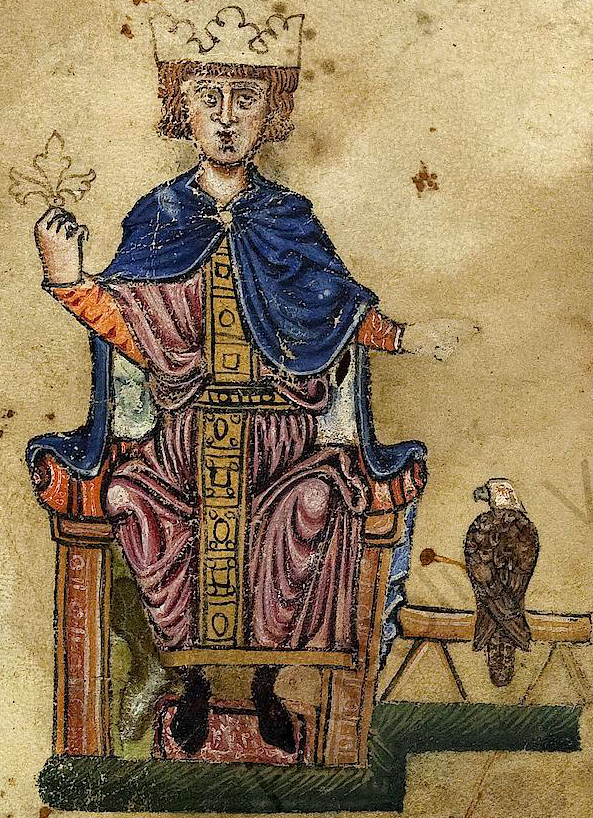
De arte venandi cum avibus, de Federico II, fue un influyente texto medieval de historia natural que exploró la morfología de las aves.

La decadencia del Imperio romano llevó a la desaparición o la destrucción de gran cantidad de conocimiento, aunque los médicos todavía incorporaban muchos aspectos de la tradición griega en formación y práctica. En Bizancio y el mundo islámico, muchos de los trabajos griegos fueron traducidos al árabe y muchos de los trabajos de Aristóteles fueron preservados.
Los médicos, los científicos y los filósofos musulmanes medievales hicieron contribuciones significativas al conocimiento biológico entre los siglos VIII y XIII, durante lo que se conoce como la «Edad de Oro del islam». En zoología, por ejemplo, el erudito afroárabe Al-Jahiz (781-869) describió algunas de las primeras ideas evolutivas, como la lucha por la existencia. También introdujo la idea de una cadena alimentaria, y fue un temprano partidario del determinismo geográfico. El biólogo kurdo Al-Dinawari (828-896) está considerado el fundador de la botánica árabe por su Libro de las plantas, en el que describió al menos 637 especies y trató sobre el desarrollo de las plantas desde la germinación hasta la muerte, describiendo las fases de su crecimiento y la producción de flores y frutos. Al-Biruni describió el concepto de la selección artificial y sostuvo que la naturaleza trabaja más o menos de la misma forma, una idea que ha sido comparada con la selección natural.
En medicina experimental, el médico persa Avicena (980-1037) introdujo los ensayos clínicos y la farmacología clínica en su enciclopedia El canon de medicina, que se utilizó como texto de referencia para la enseñanza médica europea hasta el siglo XVII. El médico andalusí Avenzoar (1091-1161) fue un temprano partidario de la disección experimental y la autopsia, que utilizó para demostrar que la enfermedad de la piel conocida como sarna era causada por un parásito, un descubrimiento que desestabilizaba la teoría del humorismo. También introdujo la cirugía experimental, y utilizó la experimentación con animales para probar técnicas quirúrgicas antes de su utilización con humanos. Durante una hambruna en Egipto en 1200, Abd al-Latif al-Baghdadi observó y examinó un gran número de esqueletos, y descubrió que Galeno había hecho una descripción incorrecta de la formación de los huesos de la mandíbula y el sacro.
A principios del siglo XIII el biólogo andalusí Abu al-Abbas al-Nabati fue uno de los primeros en utilizar el método científico en la botánica, introduciendo técnicas empíricas y experimentales en las pruebas, descripción e identificación de elementos de farmacopea, y separación de informes no verificados de aquellos apoyados por pruebas y observaciones. Su alumno Ibn al-Baitar (1190?-1248) escribió una enciclopedia farmacéutica que describía 1400 plantas, alimentos y medicinas, 300 de las cuales eran descubrimientos realizados por él mismo; una traducción al latín de su trabajo fue utilizada por biólogos y farmacéuticos europeos durante los siglos XVIII y XIX.
El médico árabe Ibn Nafis (1213-1288) fue otro de los primeros partidarios de la disección experimental y la autopsia, quien en 1242 descubrió la circulación pulmonar y la circulación coronaria, que forman la base del sistema circulatorio; también describió el concepto de metabolismo, pulso, huesos, músculos, intestinos, órganos sensoriales, bilis, esófago y estómago.
Durante la Alta Edad Media algunos eruditos europeos, como Hildegarda de Bingen, Alberto Magno y Federico II, ampliaron el catálogo de la historia natural. El nacimiento de las universidades europeas, aunque importante para el desarrollo de la física y la filosofía, tuvo poco impacto en el estudio de la biología.

## Renacimiento
El Renacimiento europeo trajo consigo un nuevo interés por la historia natural y la fisiología empíricas. En 1543 Andrés Vesalio iniciaba una nueva era en la medicina occidental con la publicación de su seminal tratado de anatomía humana De humani corporis fabrica, que estaba basado en la disección de cadáveres. Vesalio fue el primero de una serie de anatomistas que gradualmente reemplazó la escolástica por el empirismo en la fisiología y la medicina, basándose en la experiencia propia y no en la autoridad y el razonamiento abstracto. A través del herbalismo, la medicina se convirtió en una fuente indirecta para el estudio empírico de las plantas. Otto Brunfels, Hieronymus Tragus y Leonhart Fuchs fueron prolíficos escritores sobre plantas silvestres, el principio de un acercamiento basado en la naturaleza a la gran variedad de la vida vegetal. Los bestiarios, un género que combinaba el conocimiento natural y figurativo sobre los animales, también se hicieron más sofisticados, especialmente gracias al trabajo de William Turner, Pierre Belon, Guillaume Rondelet, Conrad von Gesner y Ulisse Aldrovandi.
Artistas como Alberto Durero y Leonardo da Vinci, que a menudo trabajaron con naturalistas, también estuvieron interesados en el cuerpo de animales y humanos, estudiando la fisiología en detalle y contribuyendo así al progreso del conocimiento anatómico. La alquimia, especialmente en la obra de Paracelso, también contribuyó al conocimiento de los seres vivos; los alquimistas sometieron la materia orgánica al análisis químico y experimentaron profusamente tanto con la farmacología biológica como mineral. Estos estudios formaban parte de una transición más importante en la visión del mundo (el nacimiento de la filosofía mecánica) que continuó hasta el siglo XVII, cuando la metáfora tradicional de la «naturaleza como organismo» fue remplazada por la «naturaleza como máquina».

## 

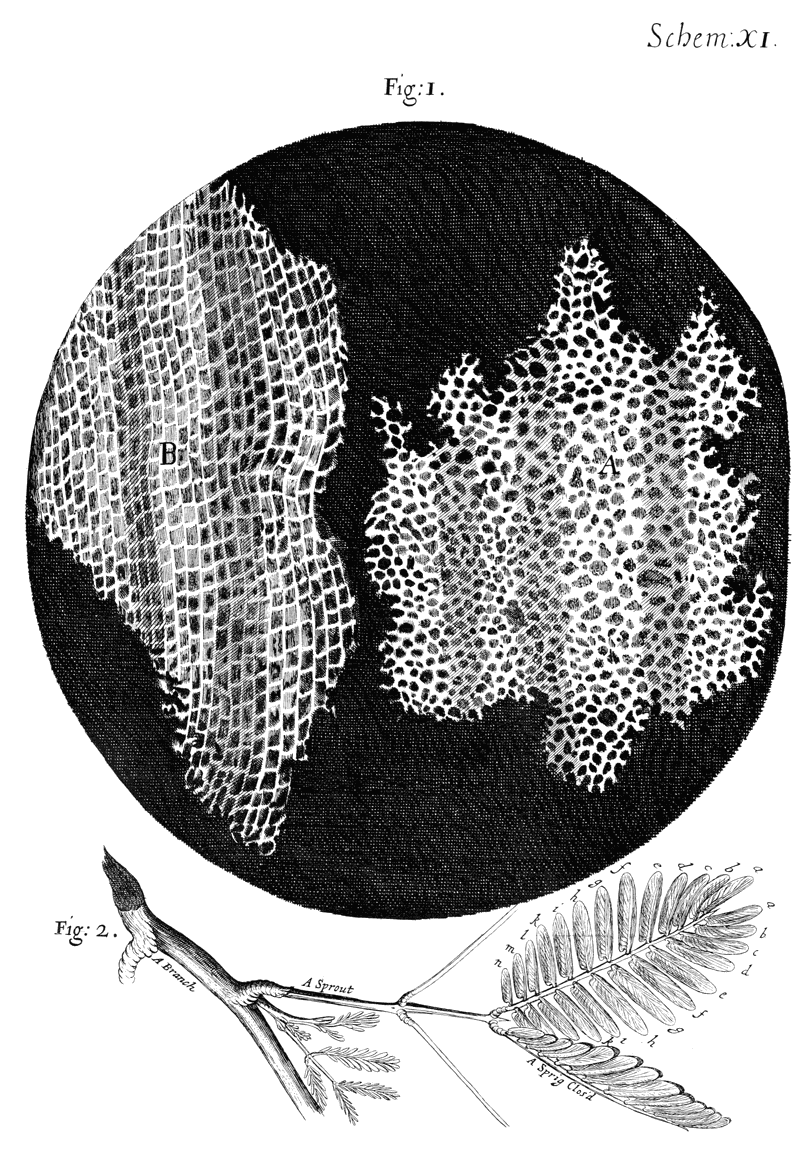
En Micrographia, Robert Hooke había aplicado el término «célula» a estructuras biológicas como este fragmento de felógeno, pero no fue hasta el siglo XIX cuando los científicos consideraron las células como la base universal de la vida.

## SigloXVII
A principios del siglo XVII, el micromundo de la biología comenzaba a ampliarse. Algunos fabricantes de lentes y filósofos naturales habían estado creando rudimentarios microscopios desde finales del siglo XVI, y Robert Hooke publicó el seminal Micrographia basado en observaciones realizadas con su propio microscopio realizado en 1665. Pero no fue hasta las significativas mejoras en la fabricación de lentes introducidas por Anton van Leeuwenhoek a finales de los años 1670 (que consiguieron una ampliación de 200 aumentos de con una única lente), cuando los eruditos descubrieron los espermatozoides, las bacterias, los infusorios y la compleja diversidad de la vida microscópica. Investigaciones similares por parte de Jan Swammerdam conllevaron un nuevo interés hacia la entomología y establecieron las técnicas básicas de la disección microscópica y la tinción.
Mientras que el mundo microscópico se ampliaba, el mundo macroscópico se reducía. Botánicos como John Ray trabajaron para incluir la avalancha de nuevos organismos recién descubiertos provenientes de todo el globo en una taxonomía coherente y en una teología racional.  El debate sobre el Diluvio universal catalizó el desarrollo de la paleontología; en 1669 Niels Stensen publicó un ensayo sobre como los restos de organismos vivos podrían quedar atrapados en capas de sedimento y mineralizarse para producir fósiles. Aunque las ideas de Stensen sobre la fosilización fueran conocidas y ampliamente debatidas entre filósofos naturales, un origen orgánico de los fósiles no sería aceptado por todos los naturalistas hasta finales del siglo XVIII debido al debate filosófico y teológico sobre cuestiones como la edad de la Tierra y la extinción.

## SigloXVIII

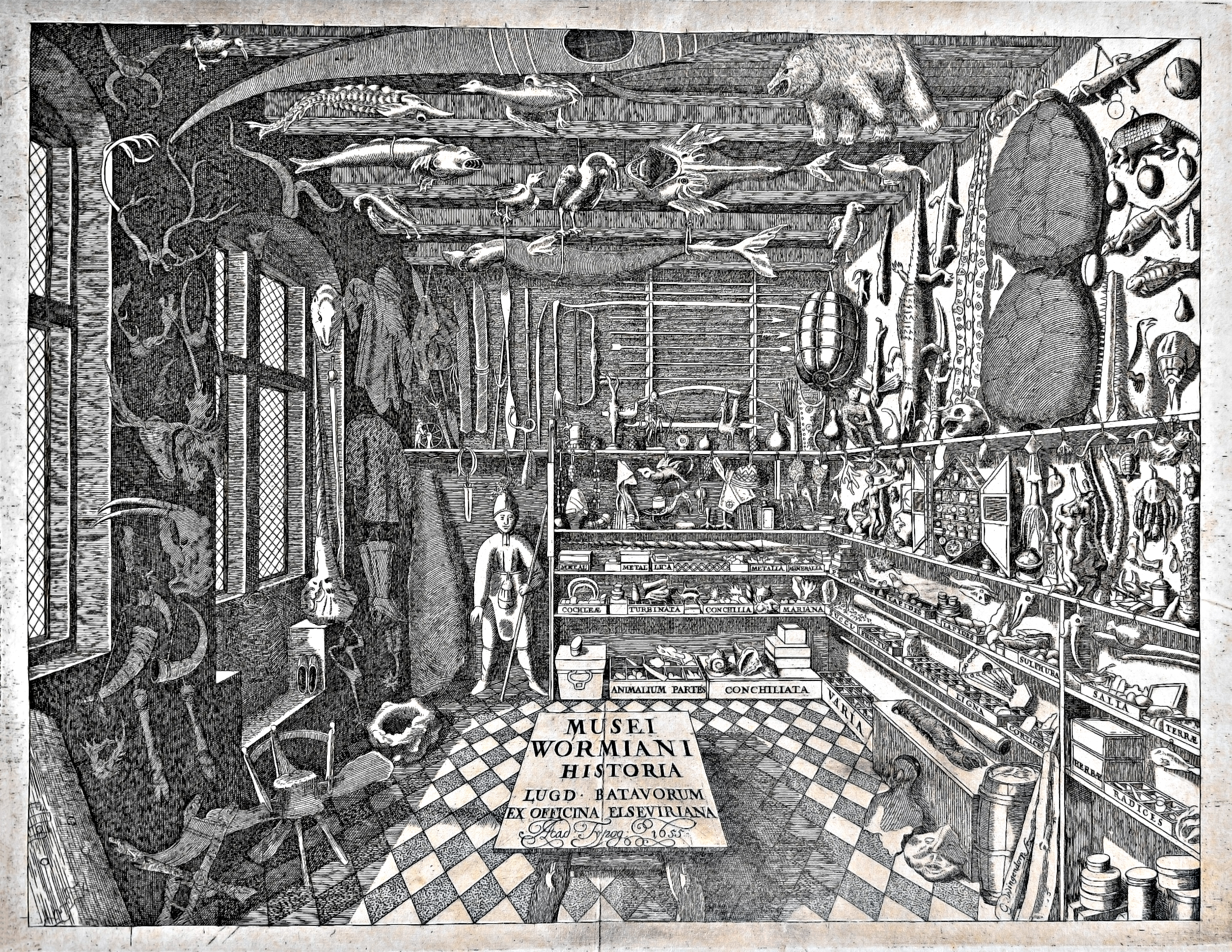
Los gabinetes de curiosidades, como el de Olaus Wormius, eran centros de conocimiento biológico en los inicios de la Edad Moderna que mostraban organismos procedentes de todo el mundo. Antes de la era de los descubrimientos, los naturalistas tenían poco conocimiento sobre la magnitud de la diversidad biológica.

La sistematización, descripción y clasificación dominó la historia natural a lo largo de la mayor parte de los siglos XVII y XVIII. Carlos Linneo publicó una taxonomía básica para el mundo natural en 1736 (variaciones de la misma se han seguido utilizando hasta la actualidad), y en los años 1750 introdujo la nomenclatura binominal para todas sus especies. Mientras que Linneo concebía las especies como partes invariables de una jerarquía diseñada, el otro gran naturalista del siglo XVIII, Georges Louis Leclerc, conde de Buffon, trató a las especies como categorías artificiales y a las formas vivas como maleables (incluso la posibilidad de un origen común). Aunque estaba en contra de la evolución, Buffon fue una figura clave en la historia del pensamiento evolutivo; su trabajo influiría en las teorías evolutivas tanto de Lamarck como de Darwin.
El descubrimiento, la descripción de nuevas especies y la recogida de especímenes se convirtieron en una pasión de caballeros científicos y un lucrativo negocio para empresarios; muchos naturalistas viajaron por todo el mundo en busca de conocimiento científico y aventuras.
Ampliando el trabajo de Vesalio en experimentos en cuerpos todavía vivos (tanto de personas como de animales), William Harvey y otros filósofos naturales investigaron el papel de la sangre, las venas y las arterias. En 1628 el Exercitatio anatomica de motu cordis et sanguinis in animalibus (Ejercicio anatómico sobre el movimiento del corazón y de la sangre en animales) de Harvey fue el principio del fin para la teoría galénica, que junto a los estudios sobre el metabolismo de Santorio Santorio, sirvió como modelo de acercamiento cuantitativo a fisiología.

## SigloXIX
Durante el siglo XIX, el ámbito de biología estaba dividido fundamentalmente entre la medicina, que investigaba sobre cuestiones de forma y función, e historia natural, que estudiaba la diversidad de la vida y las interacciones entre distintas formas de vida y entre la vida y la no vida. Hacia 1900, la mayor parte de estas áreas se superpuso, mientras la historia natural (y su equivalente filosofía natural) había cedido el paso en gran parte a disciplinas científicas especializadas, como la bacteriología, la morfología, la embriología, la geografía y la geología.

### Historia natural y filosofía natural

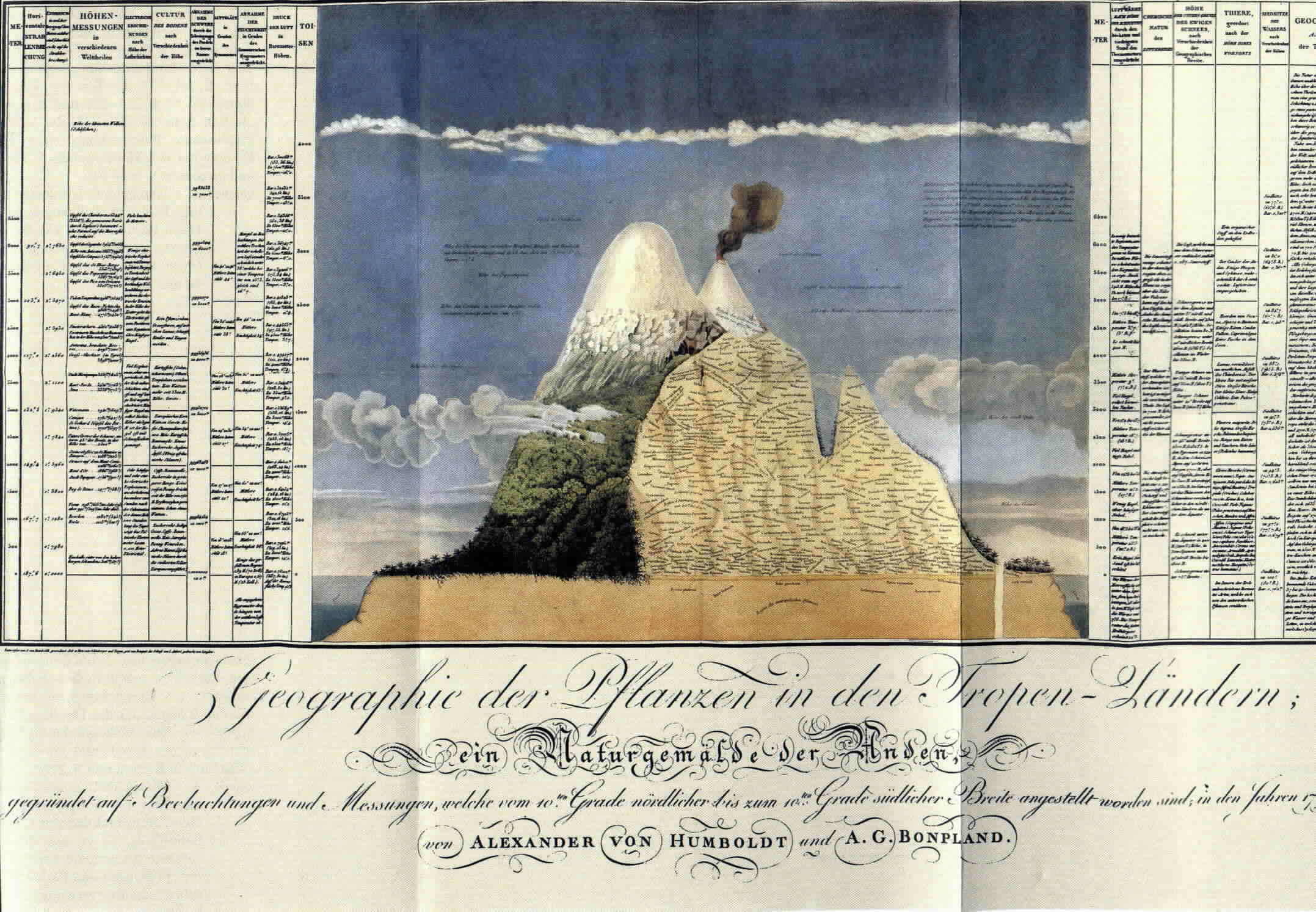
En el curso de sus viajes, Alexander von Humboldt trazó mapas de distribución de plantas en el paisaje registrando diversas condiciones físicas, como la presión y la temperatura.

Los numerosos viajes emprendidos por naturalistas a principios y mediados del siglo XIX produjeron una gran cantidad de información novedosa sobre la diversidad y la distribución de los organismos vivos. De particular importancia fue el trabajo de Alexander von Humboldt, que analizó la relación entre organismos y su ambiente (el campo de la historia natural) utilizando los métodos cuantitativos de la filosofía natural (es decir, física y química). El trabajo de Humboldt estableció las bases de la biogeografía e inspiró a varias generaciones de científicos.

#### Geología y paleontología
La emergente disciplina de la geología acercó a la historia natural y a la filosofía natural; el establecimiento de la columna estratigráfica unió la distribución espacial de los organismos a su distribución temporal, un precursor clave para la noción de la evolución. Georges Cuvier y otros dieron un gran paso en anatomía comparada y paleontología a finales de los años 1790 y principios de los años 1800. En una serie de conferencias y ensayos que hacían comparaciones detalladas entre mamíferos vivientes y fósiles, Cuvier fue capaz de establecer que los fósiles eran restos de especies que se habían extinguido, en lugar de corresponder a restos de especies todavía vivas en otras partes del mundo, tal como se creía por entonces. Los fósiles descubiertos y descritos por Gideon Mantell, William Buckland, Mary Anning y Richard Owen, entre otros, ayudaron a establecer que existió una «edad de los reptiles» y que éstos habían precedido incluso a los mamíferos prehistóricos. Estos descubrimientos captaron el interés público y dirigieron la atención hacia la historia de la vida en la Tierra. La mayor parte de estos geólogos sostenían la teoría del catastrofismo, pero el influyente Principles of Geology (1830) de Charles Lyell popularizó el uniformismo de Hutton, una teoría que explicaba en igualdad de términos el pasado y el presente geológico.

#### Evolución y biogeografía

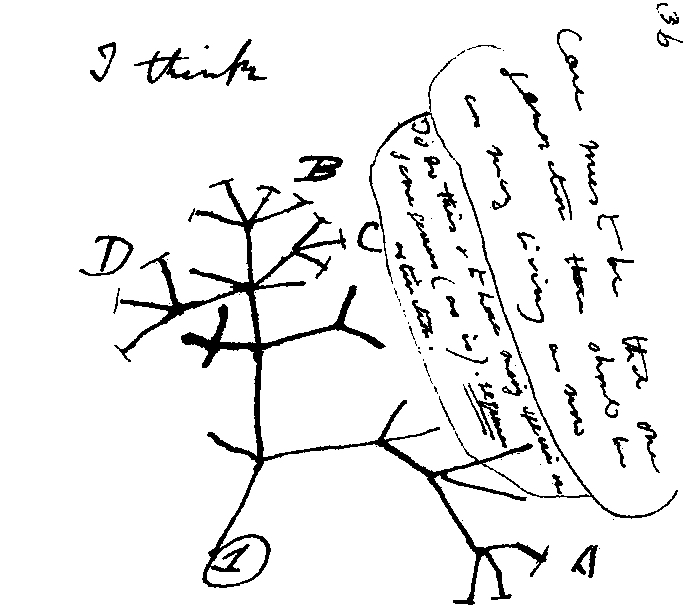
Primer esquema de Charles Darwin de un árbol evolutivo en su First Notebook on Transmutation of Species (1837).

La teoría evolutiva más significativa antes de Darwin fue la de Jean-Baptiste Lamarck; basada en la transmisión de caracteres adquiridos (un mecanismo de herencia que fue ampliamente aceptado hasta el siglo XX), describió una cadena de desarrollo que se extiende desde el más ínfimo microbio hasta los seres humanos. El naturalista británico Charles Darwin, combinando la metodología de la biogeografía de Humboldt, la geología uniformista de Lyell, los trabajos de Thomas Malthus sobre el crecimiento demográfico y su propio conocimiento morfológico, crearon una teoría evolutiva más acertada basada en la selección natural; pruebas similares realizadas de forma independiente llevaron a Alfred Russel Wallace a alcanzar las mismas conclusiones.
La publicación en 1859 de la teoría de Darwin en El origen de las especies está considerado como el principal acontecimiento en la historia de la biología moderna. La credibilidad establecida de Darwin como naturalista, el tono sobrio del trabajo, y sobre todo la depurada fuerza y volumen de pruebas presentado, permitió a El origen tener éxito donde los trabajos evolutivos anteriores habían fallado, como el libro de Robert Chambers Vestiges of the Natural History of Creation. La mayor parte de científicos aceptaron la evolución y el origen común hacia finales del siglo XIX, sin embargo, la selección natural no sería aceptada como el mecanismo primario de la evolución hasta bien entrado el siglo XX, cuando la mayoría de las teorías contemporáneas sobre la herencia parecieron incompatibles con la herencia de la variación aleatoria.
Wallace, siguiendo los trabajos anteriores de de Candolle, Humboldt y Darwin, realizó importantes contribuciones a la zoogeografía. Debido a su interés en la hipótesis de la transmutación, prestó particular atención a la distribución geográfica de las especies estrechamente relacionadas durante su trabajo de campo primero en América del Sur y después en el archipiélago malayo. Durante su estancia en el archipiélago identificó la llamada línea de Wallace, que discurre a través de las Molucas dividiendo la fauna del archipiélago entre una zona asiática y una zona nuevoguineana/australiana. Su pregunta clave, en cuanto a porqué la fauna de las islas con climas similares puede llegar a ser tan diferente, solo podía responderse considerando su origen. En 1876 escribió The Geographical Distribution of Animals, que se convirtió en el trabajo de referencia estándar durante medio siglo, y una secuela, Island Life, en 1880 que se centraba en la biogeografía insular. Amplió el sistema de seis regiones desarrollado por Philip Sclater para describir la distribución geográfica de las aves a los animales en general. Su método de tabular datos sobre los grupos animales en zonas geográficas destacó las discontinuidades y su apreciación sobre la evolución permitió que propusiera explicaciones racionales que no habían sido realizadas con anterioridad.
El estudio científico de la herencia genética creció rápidamente como consecuencia del Origen de las especies de Darwin con los trabajos de Francis Galton y los biométricos. El origen de la genética generalmente se asocia al trabajo de 1866 del monje agustino Gregor Mendel que sería conocido posteriormente como las Leyes de Mendel. Sin embargo, su trabajo no fue reconocido como significativo hasta 35 años después. Mientras tanto, una variedad de teorías de la herencia (basadas en la pangénesis, ortogénesis y otros mecanismos) fue debatida e investigada enérgicamente. La embriología y la ecología también se convirtieron en importantes campos biológicos, especialmente unidos a la evolución y popularizados por el trabajo de Ernst Haeckel. Sin embargo la mayor parte del trabajo del siglo XIX sobre la herencia no estaba en la esfera de la historia natural, sino en la de la fisiología experimental.

### Fisiología
A lo largo del siglo XIX el alcance de fisiología se amplió en gran medida, de un campo fundamentalmente orientado a la medicina a una amplia investigación de los procesos físicos y químicos de la vida, incluidas plantas, animales e incluso microorganismo, además del hombre. Seres vivos como máquinas se convirtió en una metáfora dominante en el pensamiento biológico y social.

#### Teoría celular, embriología y teoría microbiana

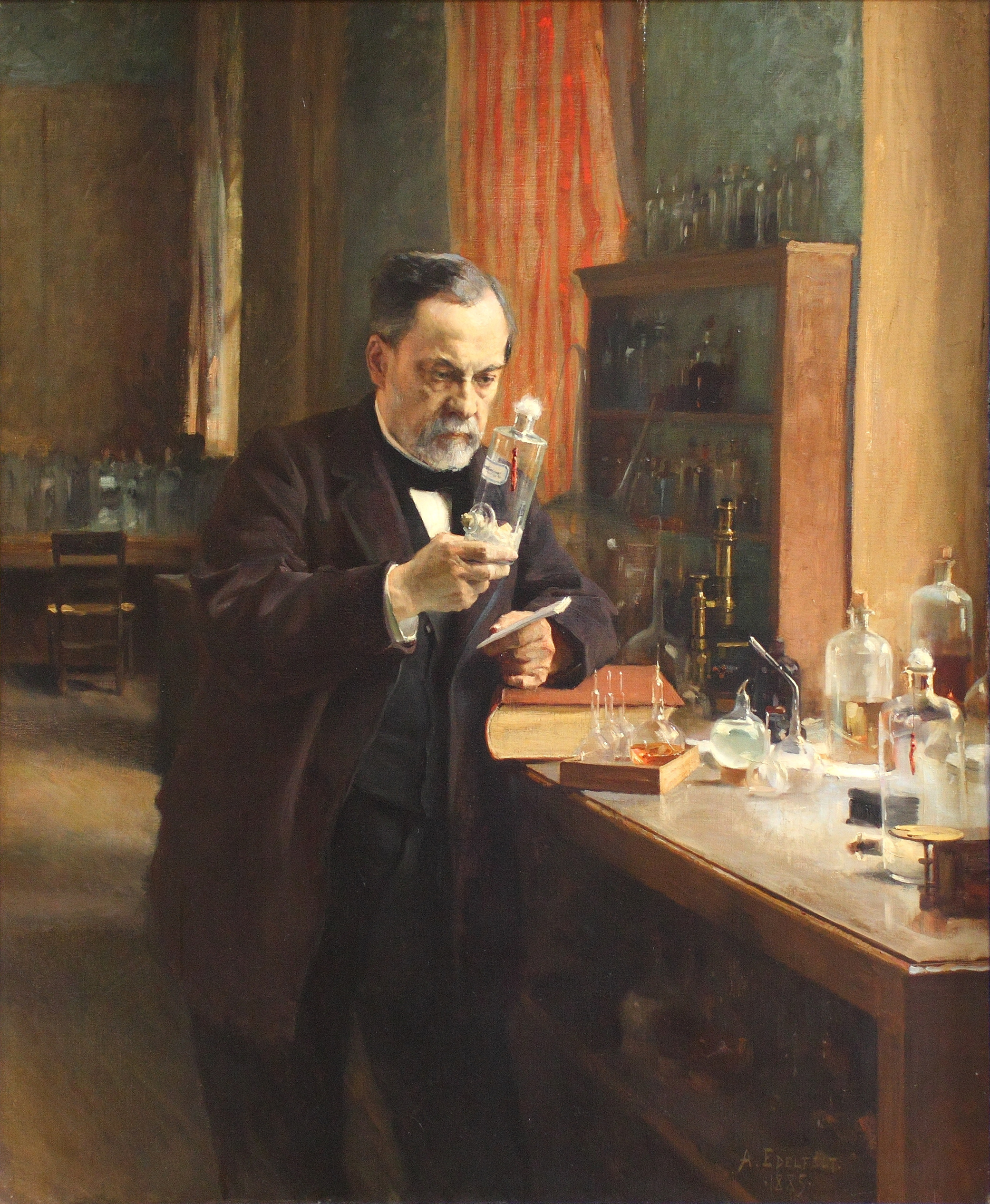
El innovador material de laboratorio y los métodos experimentales desarrollados por Louis Pasteur y otros biólogos contribuyeron al joven campo de la bacteriología a finales del siglo XIX.

El desarrollo de la microscopía tuvo un profundo impacto en el pensamiento biológico. A principios del siglo, varios biólogos señalaron a la importancia fundamental de la célula. En 1838 y 1839, Schleiden y Schwann empezaron a promover la teoría según la cual (1) la unidad básica de los organismos es la célula, (2) las células individuales tienen todas las características de la vida, aunque se opusieran a la idea que (3) todas las células proceden de otras células. Gracias al trabajo de Robert Remak y Rudolf Virchow se aceptaron definitivamente entre la comunidad científica todas las tesis de la teoría celular.
La teoría celular obligó a los biólogos a volver a imaginar a los organismos individuales como conjuntos interdependientes de células individuales. Los científicos del emergente campo de la citología, armados con microscopios cada vez más potentes y con los nuevos métodos de tinción, pronto descubrieron que incluso las células individuales eran mucho más complejas que las cámaras llenas de fluido homogéneo descritas anteriormente por los microscopistas. Robert Brown había descrito el núcleo celular en 1831, y a finales del siglo XIX los citólogos ya habían identificado muchos de los componentes fundamentales de las células: cromosomas, centrosomas, mitocondrias, cloroplastos y otras estructuras se hacen visibles a través de la tinción. Entre 1874 y 1884 Walther Flemming describió las distintas fases de la mitosis, demostrando que no eran artefactos de la tinción, sino que ocurrían en las células vivas, y además que los cromosomas se duplicaban en número justo antes de la división celular y de la producción de una célula hija. Gran parte de la investigación sobre la reproducción celular se reunió en la teoría de August Weismann de la herencia: identificó el núcleo como el material hereditario, propuso la distinción entre células somáticas y células germinales (argumentando que el número de cromosomas se debe reducir a la mitad para las células germinales, un precursor del concepto de la meiosis), y adoptó la teoría de Hugo de Vries sobre la pangénesis. El weismannismo fue muy influyente, especialmente en el nuevo campo de la embriología experimental.
A mediados de 1850 la teoría miasmática de la enfermedad fue ampliamente superada por la teoría microbiana, creando un gran interés en los microorganismos y sus interacciones con otras formas de vida. En la década de 1880 la bacteriología se estaba convirtiendo en una disciplina coherente, especialmente a través de la obra de Robert Koch, quien introdujo métodos para el crecimiento de cultivos puros en placas de Petri con nutrientes específicos en gelatina de agar. La antigua idea de que los organismos vivos podrían originarse a partir de materia inanimada (generación espontánea) fue embestida por una serie de experimentos realizados por Louis Pasteur, mientras que los debates del vitalismo frente al mecanicismo (un tema perenne desde la época de Aristóteles y los atomistas griegos) continuaban con vehemencia.

#### Ascenso de la química orgánica y la fisiología experimental
En el campo de la química una cuestión fundamental era la distinción entre sustancias orgánicas e inorgánicas, sobre todo en el contexto de transformaciones orgánicas como la fermentación y la putrefacción. Desde Aristóteles, estos habían sido considerados procesos esencialmente biológicos (vitales), sin embargo, Friedrich Wöhler, Justus Liebig y otros pioneros del ascendente campo de la química orgánica (a partir de los trabajos de Lavoisier) demostraron que el mundo orgánico a menudo puede ser analizado por métodos físicos y químicos. En 1828 Wöhler demostró que una sustancia orgánica como la urea puede ser creada por medios químicos que no tienen que ver con la vida, poniendo en tela de juicio al vitalismo. Comenzando con la diastasa en 1833, se descubrieron extractos de célula («fermentos») que podría afectar las transformaciones químicas. A finales del siglo XIX se estableció el concepto de las enzimas, aunque las ecuaciones de la cinética química no se aplicarían a las reacciones enzimáticas hasta principios del siglo XX.
Fisiólogos como Claude Bernard exploraron (a través de la vivisección y otros métodos experimentales) las funciones físicas y químicas de los cuerpos vivos en un grado sin precedentes, sentando las bases para la endocrinología (un campo que se desarrolló rápidamente después del descubrimiento de la primera hormona, la secretina, en 1902), la biomecánica y el estudio de la nutrición y la digestión. La importancia y diversidad de los métodos de la fisiología experimental, en el seno de la medicina y la biología, creció de forma drástica durante la segunda mitad del siglo XIX. El control y la manipulación de los procesos de la vida se convirtió en una preocupación fundamental, y el experimento se situó en el centro de la educación biológica.

## SigloXX
A principios del siglo XX la investigación biológica era en gran medida una tarea profesional. La mayor parte del trabajo todavía se realizaba al modo de la historia natural, que enfatizaba al análisis morfológico y filogenético por sobre las explicaciones causales basadas en experimentos. Sin embargo, los fisiólogos experimentales y embriólogos antivitalistas, especialmente en Europa, fueron cada vez más influyentes. El gran éxito de los enfoques experimentales hacia el desarrollo, la herencia y el metabolismo en las décadas de 1900 y 1910 demostró el poder de la experimentación en la biología. En las décadas siguientes, el trabajo experimental sustituyó a la historia natural como el método dominante de investigación.

### Ecología y ciencias ambientales
A principios del siglo XX, los naturalistas se enfrentaron a una creciente presión para añadir rigor y preferentemente experimentación a sus métodos, tal como las nuevas y prominentes disciplinas biológicas basadas en el laboratorio habían hecho. La ecología había nacido como una combinación de la biogeografía con el ciclo biogeoquímico, concepto promovido por los químicos; los biólogos de campo desarrollaron métodos cuantitativos como el cuadrado de muestreo (quadrat) y adaptaron instrumentos de laboratorio y cámaras para su utilización en el campo con tal de separar sus trabajos de la historia natural tradicional. Los zoólogos y botánicos hicieron lo posible para mitigar el carácter impredecible de los seres vivos, llevando a cabo experimentos de laboratorio y estudiando entornos naturales semicontrolados tales como jardines; nuevas instituciones como la Estación Carnegie para la Evolución Experimental y el Laboratorio de Biología Marina proporcionaron entornos más controlados para estudiar organismos a través de sus ciclos de vida completos.
El concepto de sucesión ecológica, promovido en las décadas de 1900 y 1910 por Henry Chandler Cowles y Frederic Clements, fue importante en los inicios de ecología de las plantas. Las ecuaciones presa-depredador de Alfred J. Lotka, los estudios de la biogeografía y la estructura bioquímica de los lagos y ríos (limnología) de G. Evelyn Hutchinson y los estudios sobre la cadena alimenticia animal de Charles Elton fueron pioneros entre la serie de métodos cuantitativos que colonizaron las especialidades ecológicas en desarrollo. La ecología se convirtió en una disciplina independiente en las décadas de 1940 y 1950 después de que Eugene P. Odum sintetizara muchos de los conceptos de la ecología de los ecosistemas, poniendo a las relaciones entre grupos de organismos (especialmente relaciones de materia y energía) en el centro del campo.
En la década de 1960, debido a que los teóricos evolutivos exploraron la posibilidad de múltiples unidades de selección, los ecologistas se volvieron hacia enfoques evolutivos. En la ecología de poblaciones, el debate sobre la selección de grupos fue breve pero intenso; durante la década de 1970, la mayoría de los biólogos concordaban en que la selección natural era rara vez efectiva a nivel de organismos individuales. La evolución de los ecosistemas, sin embargo, se convirtió en un foco de investigación permanente. La ecología se expandió rápidamente con el aumento del movimiento ambientalista; el Programa Biológico Internacional trató de aplicar los métodos de la gran ciencia (que había tenido mucho éxito en las ciencias físicas) a la ecología de ecosistemas y a los problemas ambientales apremiantes, mientras que los esfuerzos independientes de menor escala, tales como la biogeografía de islas y el Bosque Experimental de Hubbard Brook ayudaron a redefinir el ámbito de una disciplina cada vez más diversa.

### Genética clásica, síntesis moderna y teoría evolutiva

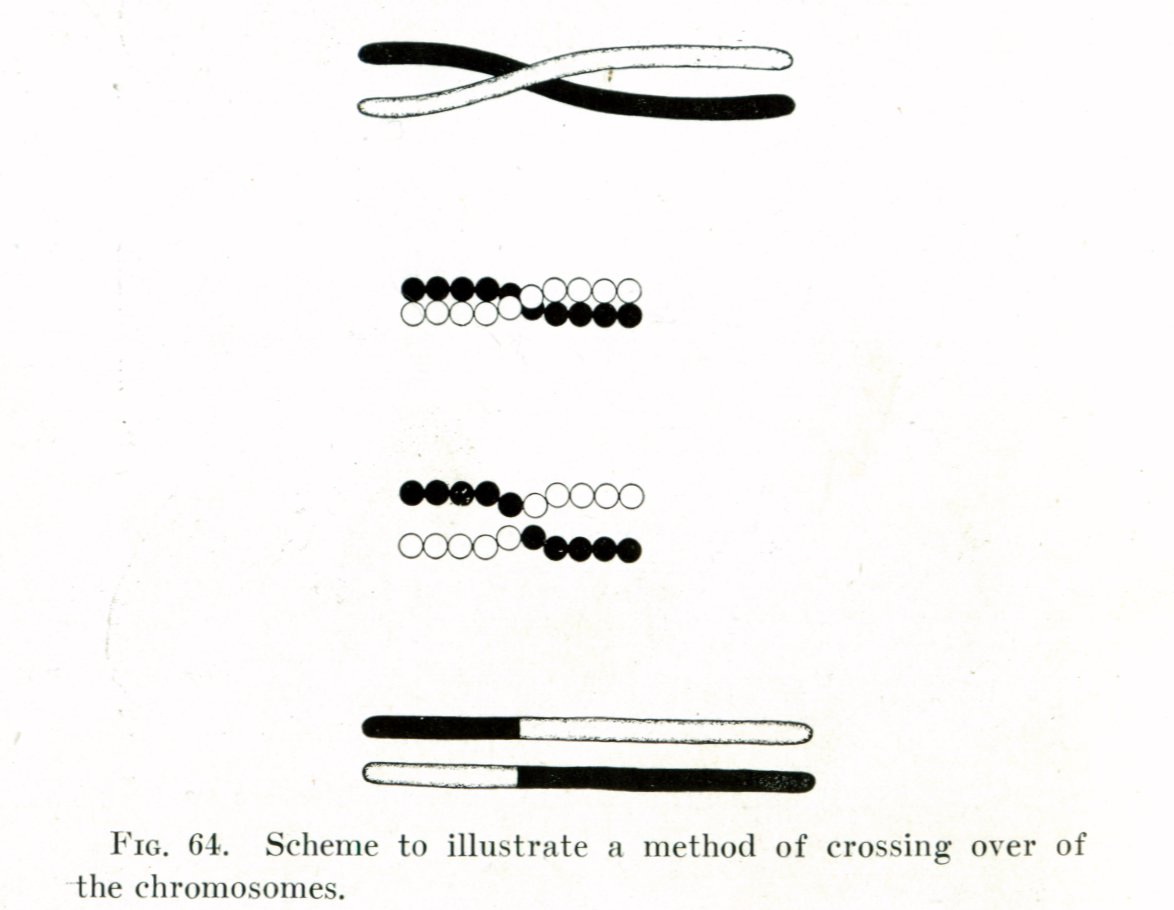
Ilustración del entrecruzamiento cromosómico de Thomas Hunt Morgan, parte de la teoría cromosómica mendeliana de la herencia.

1900 marcó el llamado redescubrimiento de Mendel: Hugo de Vries, Carl Correns y Erich von Tschermak llegaron independiente a las leyes de Mendel (que en realidad no están presentes en el trabajo de Mendel). Poco después, los citólogos (biólogos celulares) propusieron que los cromosomas eran el material hereditario. Entre 1910 y 1915, Thomas Hunt Morgan y los «drosofilistas» con su mosca de laboratorio forjaron estas dos ideas —ambas controversiales— dentro de la «teoría cromosómica mendeliana» de la herencia. Ellos cuantificaron el fenómeno de ligamiento genético y postularon que los genes residen en los cromosomas como las cuentas de una cadena; plantearon la hipótesis del entrecruzamiento cromosómico para explicar el ligamiento y la construcción de mapas genéticos de la mosca de la fruta Drosophila melanogaster, que se convirtió en un organismo modelo ampliamente utilizado.
Hugo de Vries trató de vincular a la nueva genética con la evolución; basándose en su trabajo sobre la herencia y la hibridación, propuso una teoría de mutacionismo, que fue ampliamente aceptada en el siglo XX. El lamarckismo también tuvo muchos adeptos. El darwinismo era visto como incompatible con los rasgos continuamente variables estudiados por la biometría, que parecían solo parcialmente hereditarios. En la década de 1920 y 1930 —tras la aceptación de la teoría cromosómica mendeliana— el surgimiento de la disciplina de la genética de poblaciones, con el trabajo de R. A. Fisher, J. B. S. Haldane y Sewall Wright, unificó la idea de la evolución por selección natural con la genética mendeliana, produciendo la síntesis moderna. La herencia de caracteres adquiridos fue rechazada, mientras que el mutacionismo dio lugar a la maduración de teorías genéticas.
En la segunda mitad del siglo, las ideas sobre genética de poblaciones comenzaron a aplicarse en las nuevas disciplinas de la genética del comportamiento, la sociobiología, y especialmente en seres humanos, la psicología evolutiva. En la década de 1960 W. D. Hamilton entre otros desarrollaron la teoría de juegos enfocada en explicar el altruismo desde una perspectiva evolutiva a través de la selección de parentesco. El posible origen de los organismos superiores a través de la endosimbiosis, en contrastante con los enfoques de la evolución molecular desde una visión centrada en el gen (que tiene a la selección como la causa predominante de la evolución) y la teoría neutralista (que hace de la deriva genética un factor clave) dio lugar a debates permanentes sobre el equilibrio adecuado entre adaptacionismo y contingencia en la teoría evolutiva.
En la década de 1970, Stephen Jay Gould y Niles Eldredge propusieron la teoría del equilibrio puntuado, que sostiene que la inmutabilidad es la característica más destacada del registro fósil, y que la mayoría de los cambios evolutivos se producen rápidamente durante periodos relativamente cortos de tiempo. En 1980, Luis Álvarez y Walter Alvarez propusieron la hipótesis de que un impacto astronómico fue el responsable de la extinción masiva del Cretácico-Terciario. También en la década de 1980, el análisis estadístico en los registros fósiles de organismos marinos publicado por Jack Sepkoski y David M. Raup, llevó a una mejor apreciación de la importancia de los eventos de extinción masiva en la historia de la vida en la Tierra.

### Bioquímica, microbiología y biología molecular
A finales del siglo XIX todas las principales rutas en el metabolismo de fármacos habían sido descubiertas, gracias a la comprensión del metabolismo de proteínas y ácidos grasos y de la síntesis de urea. En las primeras décadas del siglo XX, los componentes menores en los alimentos de la nutrición humana, las vitaminas, comenzaron a ser aislados y sintetizados. Las mejoras en técnicas de laboratorio como la cromatografía y la electroforesis llevaron a los rápidos avances en la química fisiológica, que —como bioquímica— comenzó a adquirir independencia de sus orígenes médicos. En las décadas de 1920 y 1930, los bioquímicos —dirigidos por Hans Krebs y Carl y Gerty Cori— comenzaron a trazar muchas de las rutas metabólicas centrales para la vida: el ciclo del ácido cítrico, la glucogénesis, la glucólisis y la síntesis de esteroides y porfirinas. Entre los años 1930 y 1950, Fritz Lipmann entre otros establecieron el papel del ATP como el portador universal de energía en la célula, y de la mitocondria como el centro energético de la célula. Tales trabajos tradicionalmente bioquímicos, continuaron siendo activamente perseguidos durante todo el siglo XX y en el siglo XXI.

#### Orígenes de la biología molecular

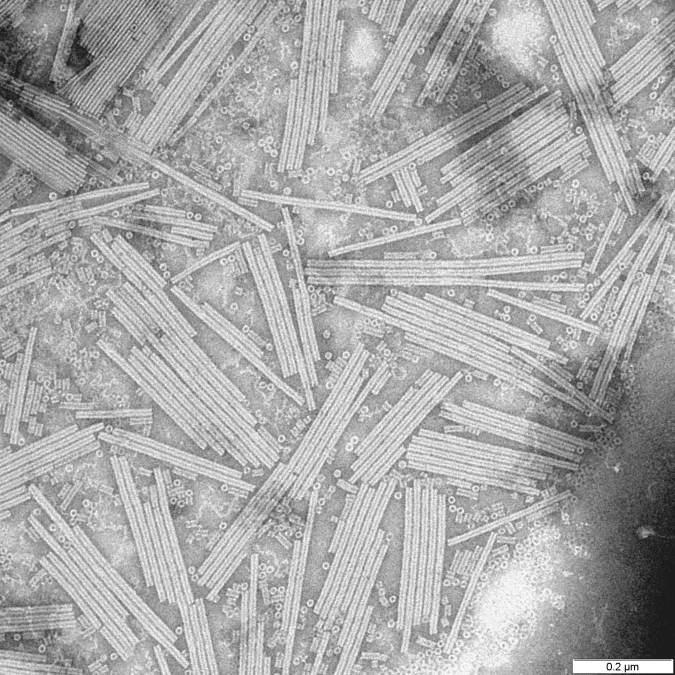
La cristalización del virus del mosaico del tabaco por Wendell Meredith Stanley en forma de una nucleoproteína pura en 1935 convenció a muchos científicos de que la herencia podía ser completamente explicada a través de la física y la química.

Tras el ascenso de la genética clásica, muchos biólogos, —incluyendo una nueva ola de físicos en la biología— persiguieron la interrogante del gen y su naturaleza física. Warren Weaver, jefe de la división científica de la Fundación Rockefeller, distribuyó subvenciones para promover la investigación que aplicara los métodos de la física y la química a los problemas biológicos básicos, acuñando el término de biología molecular para este enfoque en 1938, muchos de los avances biológicos significativos de las décadas de 1930 y 1940 fueron financiados por la Fundación Rockefeller.
Como en la bioquímica, la superposición de las disciplinas de la bacteriología y la virología (más tarde combinadas como microbiología), situadas entre la ciencia y la medicina, se desarrolló rápidamente en el siglo XX. El aislamiento del bacteriófago por Félix d'Herelle durante la Primera Guerra Mundial inició una larga línea de investigación que se centró en los virus bacteriófagos y las bacterias que infectan.
El desarrollo del estándar, organismos genéticamente uniformes que pudieran producir resultados experimentales repetibles, fue esencial para el desarrollo de la genética molecular. Después de los primeros trabajos con la mosca Drosophila y el maíz, la adopción de sistemas modelo más simples como el moho del pan Neurospora crassa hizo posible la conexión entre la genética y la bioquímica, y más importante, con la hipótesis «un gen, una enzima» de Beadle y Tatum en 1941. Experimentos genéticos en sistemas aún más simples como el virus del mosaico del tabaco y el bacteriófago, ayudado por las nuevas tecnologías de la microscopía electrónica y la ultracentrifugación, obligó a los científicos a volver a evaluar el significado literal de vida; la herencia del virus y la reproducción de las estructuras celulares nucleoproteicas fuera del núcleo («plasmagenes») complicaron la teoría cromosómica mendeliana aceptada.

El «dogma central de la biología molecular» (originalmente llamado «dogma» sólo en broma) fue propuesto por Francis Crick en 1958. Esta es la reconstrucción de Crick de cómo él concebía el dogma central en ese momento. Las líneas continuas representan (como parecía en 1958) los modelos conocidos de transferencia de información, y las discontínuas los postulados.

Oswald Avery mostró en 1943 que el ADN era probablemente el material genético de los cromosomas, y no sus proteínas; la cuestión se resolvió decisivamente con el experimento de Hershey y Chase en 1952, una de las muchas contribuciones del llamado grupo del fago centrado en torno al físico y biólogo Max Delbrück. En 1953 James D. Watson y Francis Crick, basándose en el trabajo de Maurice Wilkins y Rosalind Franklin, sugirieron que la estructura del ADN era una doble hélice. En su famoso artículo «Estructura molecular de los ácidos nucleicos», Watson y Crick observaron tímidamente: «No se nos escapa que el emparejamiento específico que hemos postulado sugiere inmediatamente un posible mecanismo de copiado del material genético». Después de 1958 el experimento de Meselson-Stahl confirmó la replicación semiconservativa del ADN, con lo que era evidente para la mayoría de los biólogos que la secuencia de ácido nucleico de alguna manera debía determinar la secuencia de aminoácidos en las proteínas; el físico George Gamow propuso que un código genético fijo relacionaba las proteínas y el ADN. Entre 1953 y 1961, había pocos secuencias biológicas conocidas, —ni siquiera el ADN o las proteínas— pero sí una gran cantidad de sistemas de código propuestos, una situación aún más complicada por el incremento en el conocimiento de la función intermediaria del ARN. Para realmente descifrar el código, se realizaron una extensa serie de experimentos en la bioquímica y la genética bacteriana, entre 1961 y 1966 —muy importantemente el trabajo de Nirenberg y Khorana.

#### Expansión de la biología molecular
Además de la División de Biología en el Instituto de Tecnología de California (Caltech), el Laboratorio de Biología Molecular (y sus precursores) en Cambridge, y un puñado de otras instituciones, el Instituto Pasteur se convirtió en un importante centro de investigación de la biología molecular a finales de la década de 1950. Los científicos de Cambridge, dirigidos por Max Perutz y John Kendrew, se centraron en el campo de rápido desarrollo de la biología estructural, combinando la cristalografía de rayos X con el modelado molecular y las nuevas posibilidades de cálculo de la computación digital (ambos beneficiados directa e indirectamente con la financiación militar de la ciencia). Más tarde, un número de bioquímicos dirigidos por Fred Sanger se unió al laboratorio de Cambridge, reuniendo así el estudio de la estructura y función macromolecular. En el Instituto Pasteur, François Jacob y Jacques Monod continuaron el experimento PaJaMo de 1959 con una serie de publicaciones sobre el operón lac que estableció el concepto de regulación genética e identificaron lo que llegó a ser conocido como ARN mensajero. A mediados de la década de 1960, el núcleo intelectual de la biología molecular —un modelo para las bases moleculares del metabolismo y la reproducción— estuvo en gran parte completo.
Entre finales de la década de 1950 hasta principios de la década de 1970 fue un período de intensa investigación y expansión institucional para la biología molecular, que se ha convertido en una disciplina coherente solo recientemente. Los métodos y profesionales en biología molecular crecen con rapidez en lo que el biólogo organísmico E. O. Wilson ha llamado «la guerra molecular», a menudo llegando a dominar departamentos e incluso disciplinas enteras. La molecularización fue particularmente importante para la genética, la inmunología, la embriología y la neurobiología, mientras que la idea de que la vida es controlada por un «programa genético» —una metáfora que Jacob y Monod introdujeron desde los campos emergentes de la cibernética y las ciencias de la computación— se convirtió en un punto de vista influyente en toda la biología. La inmunología en particular, se vinculó con la biología molecular, fluyendo la innovación en ambos sentidos: la teoría de la selección clonal desarrollada por Niels Kai Jerne y Frank Macfarlane Burnet a mediados de 1950 ayudó a arrojar luz sobre los mecanismos generales de la síntesis de proteínas.
La resistencia a la creciente influencia de la biología molecular fue especialmente evidente en la biología evolutiva. La secuenciación de proteínas tuvo un gran potencial para el estudio cuantitativo de la evolución (a través de la hipótesis del reloj molecular), pero importantes biólogos evolutivos cuestionaron la relevancia de la biología molecular para responder a las grandes preguntas de la causalidad evolutiva. Departamentos y disciplinas fracturadas, así como biólogos organicistas afirmaron su importancia e independencia: Theodosius Dobzhansky hizo la famosa declaración de que «nada en biología tiene sentido excepto a la luz de la evolución» como una respuesta al desafío molecular. El problema se hizo aún más crítico a partir de 1968; la teoría neutralista de la evolución molecular de Motoo Kimura sugiere que la selección natural no fue la causa de la evolución en todas partes, por lo menos a nivel molecular, y que la evolución molecular podría ser un proceso fundamentalmente diferente de la evolución morfológica. La resolución de esta «paradoja molecular/morfológica» ha sido un tema central de la investigación de la evolución molecular desde la década de 1960.

### Biotecnología, ingeniería genética y genómica

Cepas cuidadosamente diseñados de la bacteria Escherichia coli son herramientas esenciales en la biotecnología, así como muchos otros campos de la biología.

La biotecnología, en un sentido general ha sido una parte importante de la biología desde finales del siglo XIX. Con la industrialización en la elaboración de cerveza y la agricultura, los químicos y biólogos se dieron cuenta del gran potencial de los procesos biológicos controlados por humanos. En particular, la fermentación resultó ser de gran ayuda para las industrias químicas. Para inicios de la década de 1970, una amplia gama de biotecnologías fueron desarrolladas, desde drogas como la penicilina y los esteroides, hasta alimentos como Chlorella y proteína de origen unicelular para gasohol, así como una amplia gama de cultivos de alto rendimiento híbridos y tecnologías agrícolas, la base de la Revolución Verde.

#### ADN recombinante
La biotecnología en el sentido moderno de la ingeniería genética comenzó en la década de 1970 con la invención de técnicas de ADN recombinante. Las enzimas de restricción fueron descubiertas y caracterizadas a finales de la década de 1960, siguiendo los pasos de aislamiento, luego duplicación y luego síntesis de genes virales. Comenzando con el laboratorio de Paul Berg en 1972 (ayudado por la EcoRI del laboratorio Herbert Boyer basándose en el trabajo con la ligasa del laboratoria Arthur Kornberg), los biólogos moleculares pusieron todas estas piezas juntas para producir el primer organismo transgénico. Poco después, otros comenzaron a usar vectores plásmidos y a añadir genes para la resistencia a antibióticos, incrementando considerablemente el alcance de las técnicas de recombinación.
Cautelosa ante los peligros potenciales (particularmente la posibilidad de una bacteria prolífica con un gen viral causante de cáncer), la comunidad científica, así como una amplia gama de científicos independientes reaccionaron hacia estos desarrollos tanto con entusiasmo como con reservas temerosas. Prominentes biólogos moleculares conducidos por Berg, sugirieron una moratoria temporal sobre las investigaciones con ADN recombinante hasta que los peligros pudiesen ser juzgados y las políticas pudiesen ser creadas. Esta moratoria fue largamente respetada, hasta que los participantes de la Conferencia de Asilomar sobre ADN Recombinante crearon recomendaciones políticas y concluyeron que la tecnología podía ser utilizada con seguridad.
Después de Asilomar, nuevas técnicas y aplicaciones de la ingeniería genética se desarrollaron rápidamente. Los métodos de secuenciación de ADN mejoraron mucho (iniciados por Fred Sanger y Walter Gilbert), al igual que la síntesis de oligonucleótidos y las técnicas de transfección. Los investigadores aprendieron a controlar la expresión de los transgenes, y pronto se apresuraron —tanto en el contexto académico como en el industrial— a crear organismos capaces de expresar genes humanos para la producción de hormonas humanas. Sin embargo, esta fue una tarea de mayores proporciones de las que los biólogos moleculares habían esperado; los desarrollos entre 1977 y 1980 mostraron que, debido a los fenómenos de división y empalme de los genes, los organismos superiores tienen un sistema de expresión genética mucho más complejo que el de las bacterias modelo usadas en estudios anteriores. El primer puesto en la carrera por la síntesis de la insulina humana fue ganado por Genentech. Esto marcó el inicio de la explosión biotecnológica (y con ella, la era de las patentes genéticas) con un nivel de solapamiento sin precedentes entre la biotecnología, la industria y la ley.

#### Sistemática y genética molecular

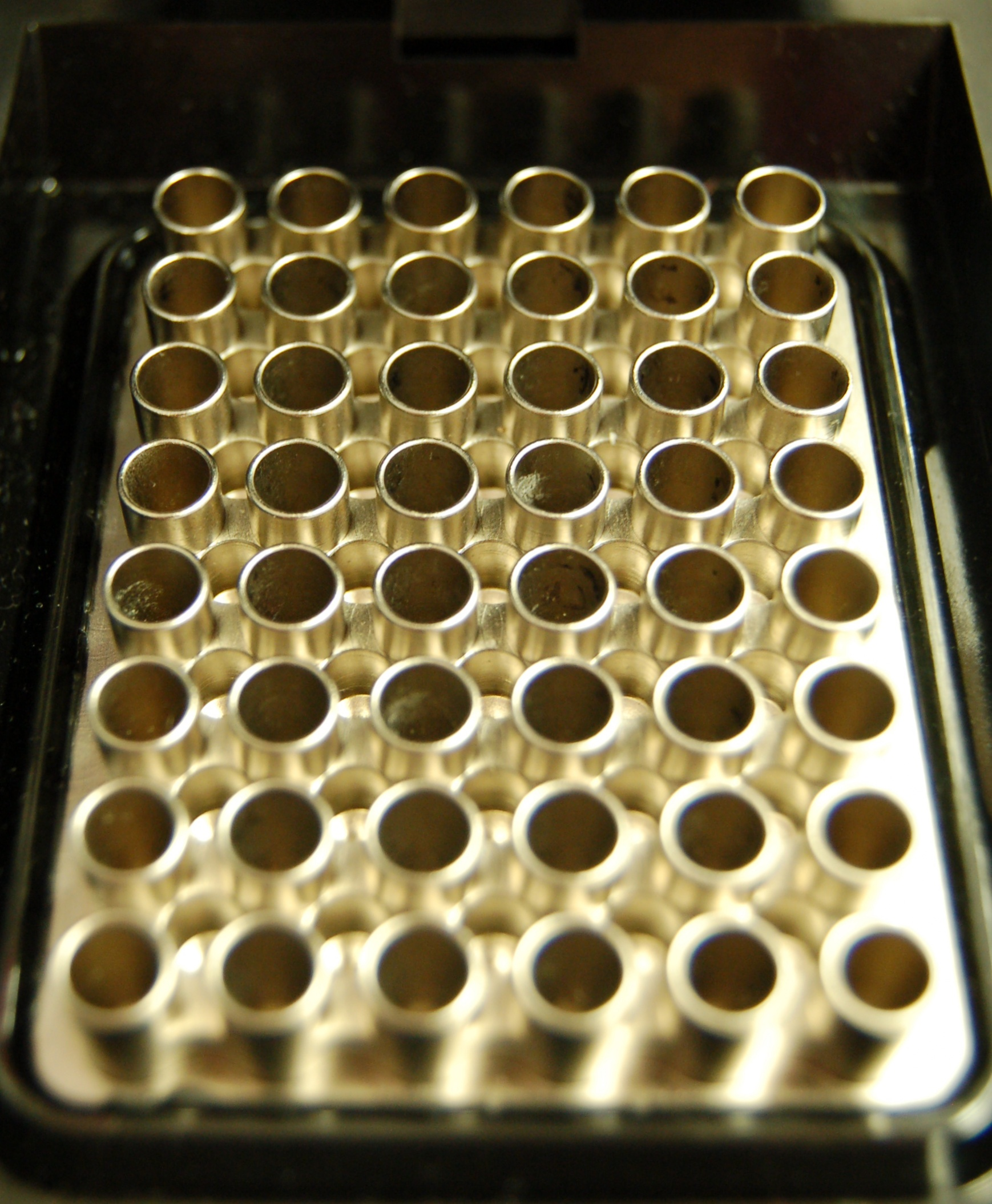
Interior de un termociclador de 48 pocillos, un dispositivo utilizado para llevar a cabo la reacción en cadena de la polimerasa en varias muestras a la vez.

Durante la década de 1980, la secuenciación de proteínas había ya transformado los métodos de clasificación científica de los organismos (especialmente la cladística) pero los biólogos pronto comenzaron a usar las secuencias de ARN y ADN como caracteres; esto incrementó la significatividad de la evolución molecular dentro de la biología evolutiva, como resultado la sistemática molecular podría ser comparada con los árboles evolutivos tradicionales basados en la morfología. Siguiendo las ideas pioneras de Lynn Margulis sobre la teoría endosimbiótica, que sostiene que algunos de los orgánulos de las células eucariotas se originaron a partir de organismos procariotas sin vida a través de relaciones simbióticas, incluso la división global del árbol de la vida ha sido revisado. En la década de 1990, los cinco dominios (plantas, animales, hongos, protistas, y moneras) se convirtieron en tres (Archaea, Bacteria, y Eukarya) con base en el trabajo pionero sobre sistemática molecular de Carl Woese con la secuenciación del ARN ribosomal 16S.
El desarrollo y la popularización de la reacción en cadena de la polimerasa (PCR) a mediados de 1980 (por Kary Mullis y otros científicos de Cetus Corporation) marcó otro hito en la historia de la biotecnología moderna, incrementando considerablemente la facilidad y rapidez del análisis genético. Junto con el uso de los marcadores de secuencia expresada, la PCR condujo al descubrimiento de muchos más genes que pueden encontrarse a través de bioquímicos tradicionales o métodos genéticos y abrió la posibilidad de secuenciar genomas completos.
La unidad de gran parte de la morfogénesis de los organismos desde el huevo fertilizado hasta el adulto, empezó a ser descifrada tras el descubrimiento de los genes homeobox, primero en moscas de la fruta y luego en otros insectos y animales, incluyendo a seres humanos. Estos desarrollos dieron lugar a avances en el campo de la biología evolutiva del desarrollo hacia la comprensión de cómo los diversos planes corporales de los filos animales han evolucionado y cómo se relacionan entre sí.
El Proyecto Genoma Humano —el más grande y más costoso estudio biológico único jamás realizado— se inició en 1988 bajo la dirección de James D. Watson, después del trabajo preliminar con organismos modelo genéticamente más simples, tales como E. coli, S. cerevisiae y C. elegans. La secuenciación aleatoria y los métodos de descubrimiento de genes iniciados por Craig Venter —y alimentados por la promesa financiera de las patentes genéticas con Celera Genomics—, condujo a un concurso de secuenciación en los sectores público y privado, que terminó en un compromiso con el primer borrador de la secuencia del ADN humano anunciado en el año 2000.

## SigloXXI
A principios del siglo XXI, las ciencias biológicas convergieron con disciplinas nuevas y clásicas anteriormente diferenciadas como la física en campos de investigación como la biofísica. Se hicieron avances en química analítica e instrumentación física, incluidas las mejoras en sensores, componentes ópticos, marcadores, instrumentación, procesamiento de señales, redes, robots, satélites y poder de cómputo para la recopilación, almacenamiento, análisis, modelado, visualización y simulación de datos. Estos avances tecnológicos permitieron la investigación teórica y experimental, incluida la publicación en Internet de la bioquímica molecular, los sistemas biológicos y la ciencia de ecosistemas. Esto hizo posible el acceso mundial para mejorar las mediciones, los modelos teóricos, las simulaciones complejas, la teoría de experimentación con modelos predictivos, el análisis, el reporte observacional de datos por Internet, la libre revisión por pares, la colaboración y la publicación en Internet. Nuevos campos de investigación en ciencias biológicas surgieron como la bioinformática, la biología teórica, la genómica computacional, la astrobiología y la biología sintética.